# Pfarrkirche St. Martin (Schwyz)

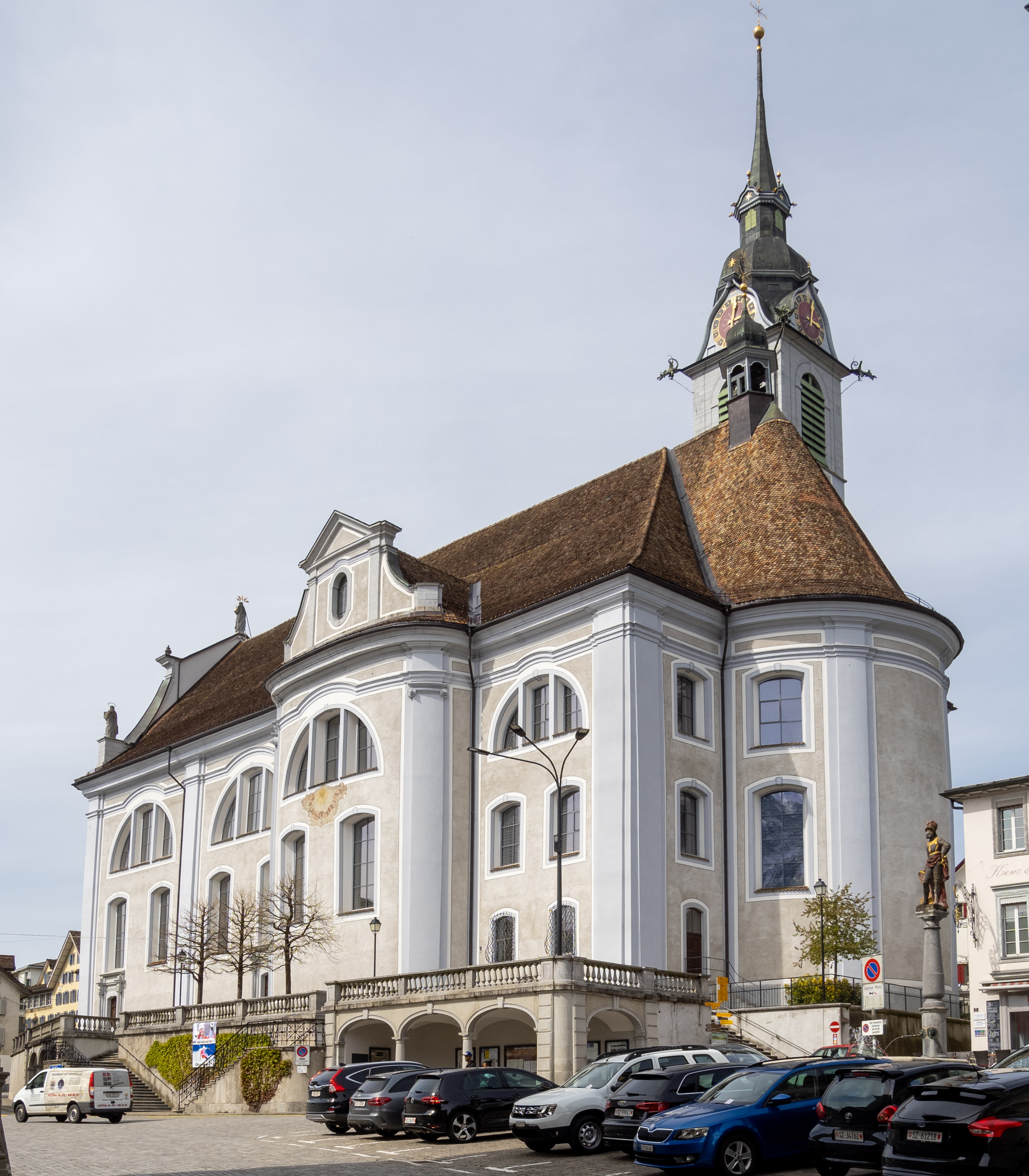
Pfarrkirche St. Martin

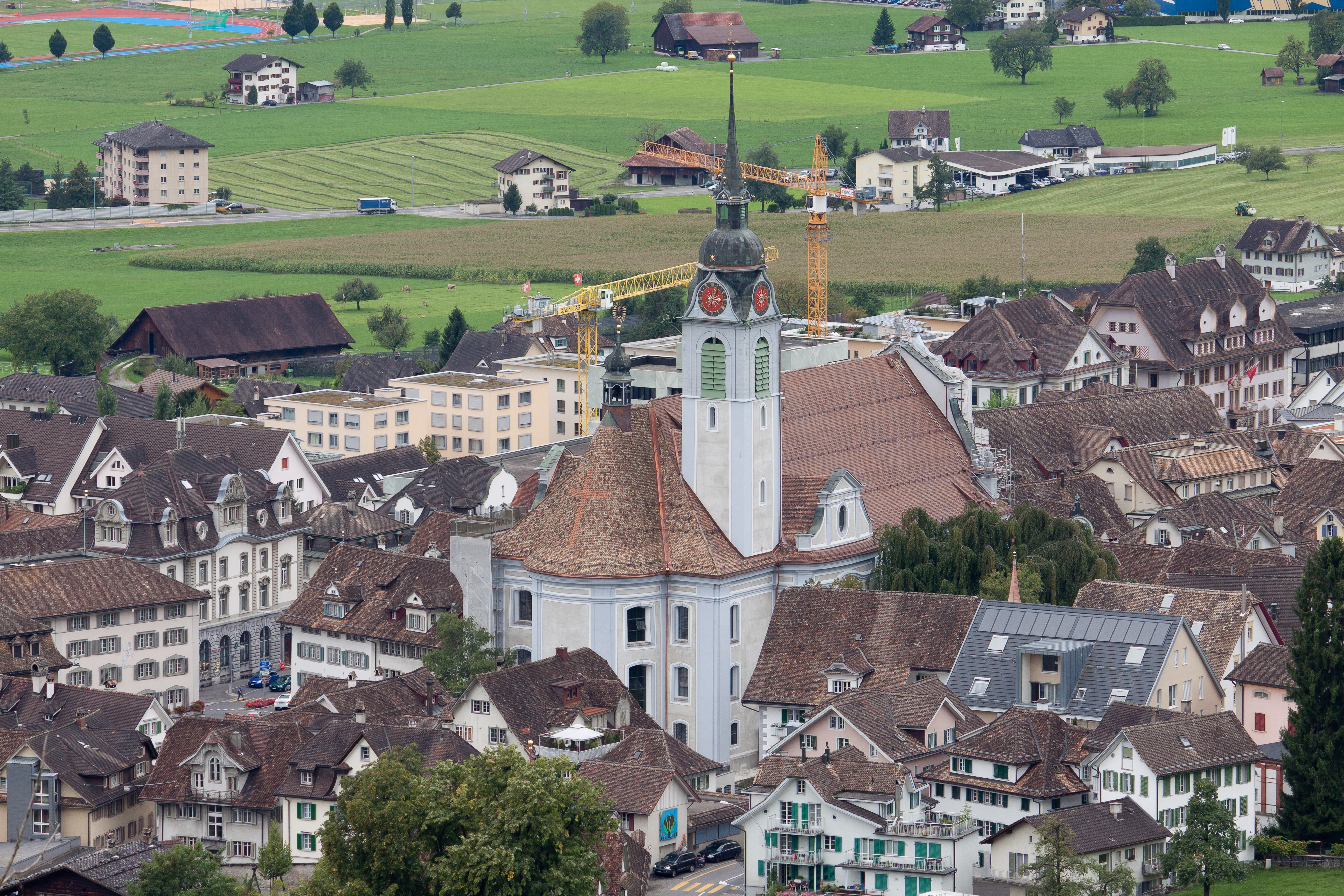
Die Pfarrkirche im Ortskern von Schwyz

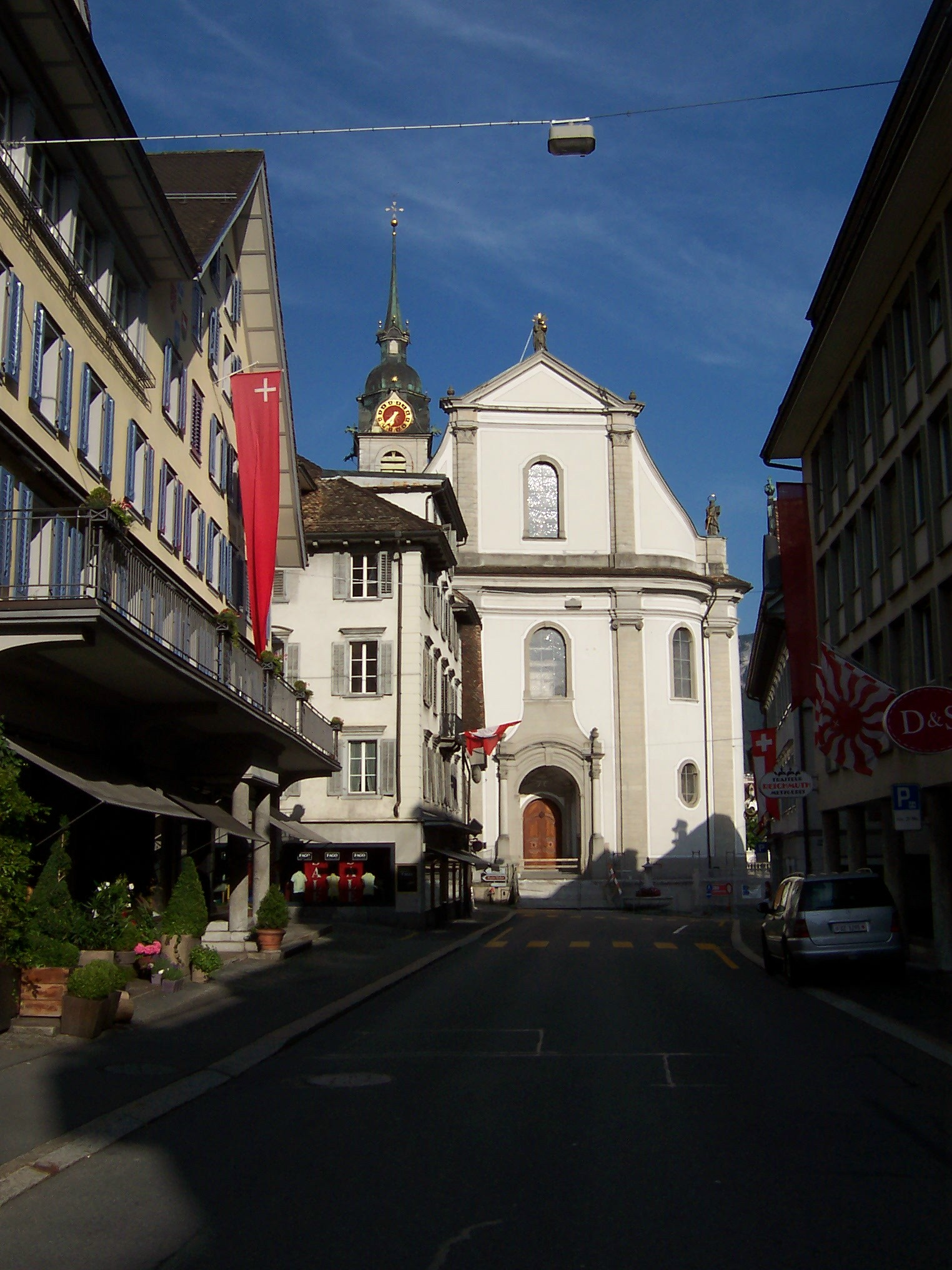
Blick von der Herrengasse zum Kirchenportal

Die katholische Pfarrkirche St. Martin in Schwyz im Kanton Schwyz ist eine spätbarocke Hallenkirche. Sie ist das siebte Kirchengebäude im Ortszentrum und steht unter Denkmalschutz.

## Geschichte
Kirchenpatron von Schwyz ist der heilige Martin von Tours. Als solcher wurde er auch Patron des Landes Schwyz und zierte dessen Standessiegel und Münzen bis in die frühe Neuzeit. Sein Patrozinium am Martinstag (11. November) ist in der Gemeinde Schwyz ein Feiertag. In der ersten Hälfte des 8. Jahrhunderts, als in Schwyz die erste Kirche erbaut wurde, war Martin der Schutzherr des Fränkischen Reiches.
Auf die erste Kirche folgte um 1000 die zweite ottonische Kirche, welche möglicherweise 1117 durch ein Erdbeben zerstört wurde. Die dritte Kirche an gleicher Stelle wurde 1122 geweiht. Sie war ein romanischer Bau. Im 15. Jahrhundert folgte eine wesentlich grössere vierte Kirche.
Die gotische Kirche war eine dreischiffige Hallenkirche. Vom Turm besteht noch der Unterbau, der von 1481 stammt. Im Dorfbrand von 1642 wurde die Kirche wie das benachbarte Rathaus zerstört und in ähnlicher Form wieder aufgebaut.
1762 vermerkte der Einsiedler Klosterbaumeister Kaspar Braun, dass die Kirche baufällig und zu klein sei. Den Neubau übernahmen Jakob Singer und sein jüngerer Bruder Johann Anton Singer, nachdem die Bauherrschaft 1763 mit ihnen einen Vertrag von 20'000 Gulden abgeschlossen hat. Die neue Kirche, die von 1769 bis 1774 errichtet wurde, weist eine monumentale Fassade sowohl Richtung Hauptplatz wie am Hauptportal zur Herrengasse hin auf. Die Architektur gilt als spätbarock mit klassizistischen Elementen.
An der südlichen Kirchenmauer erinnert ein Gedenkstein an Landammann Alois von Reding (1765–1818).
In den 1770er Jahren wurde von Orgelbauer Franz Joseph Bouthillier aus Dinkelsbühl in die neue Pfarrkirche eine neue Orgel eingebaut. Sie hatte 31 Register auf zwei Manualen und Pedal. Das barocke Gehäuse stammte von einem Schreiner aus Stans. 1917 baute Orgelbau Goll aus Luzern in dieses Gehäuse eine dreimanualige Orgel mit 38 Registern ein. Dieses Instrument wurde 1970 abgelöst von einer dreimanualigen Schleifladenorgel, ebenfalls im historischen Gehäuse von Bouthillier, welche von der Manufaktur Orgelbau Kuhn hergestellt wurde. Dieses Instrument verfügt nun über 48 Register.

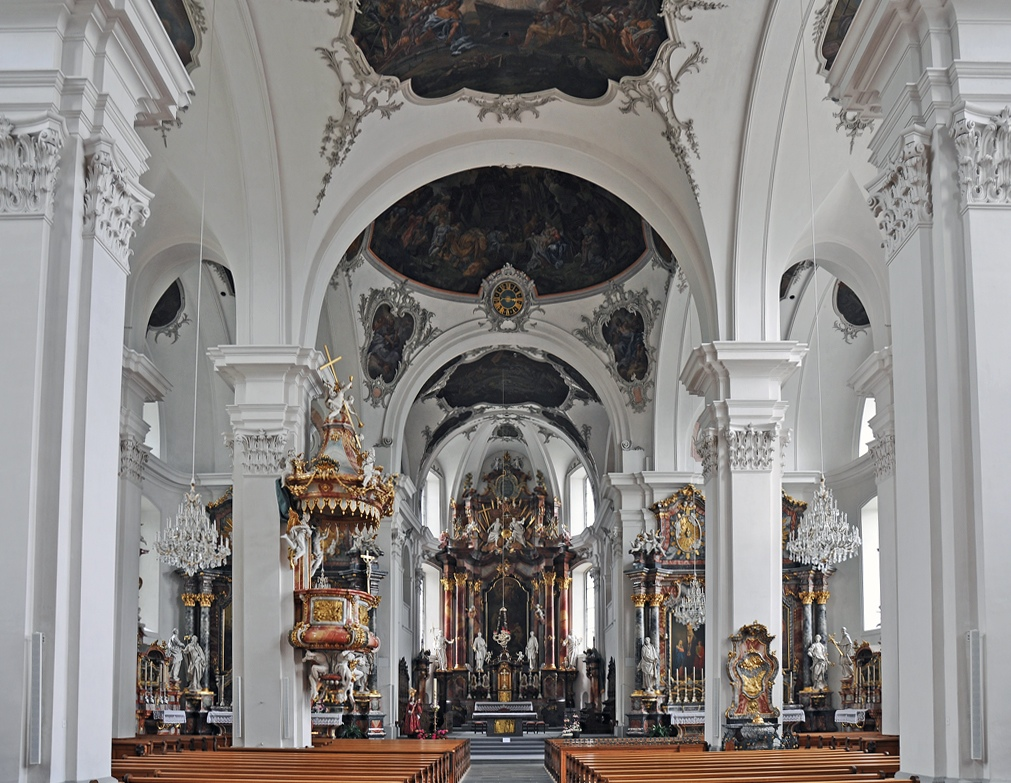
Innenansicht
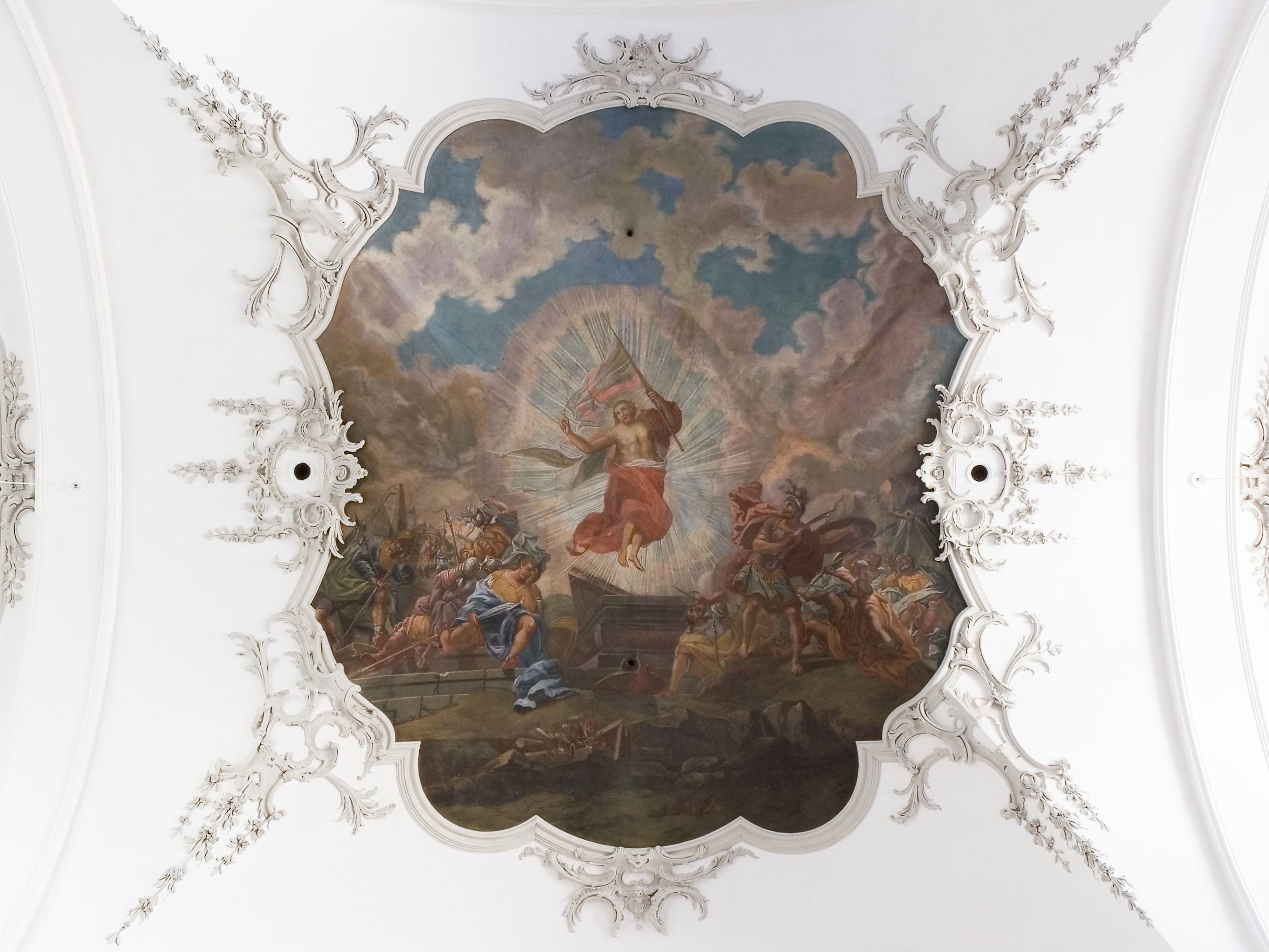
Gewölbegemälde
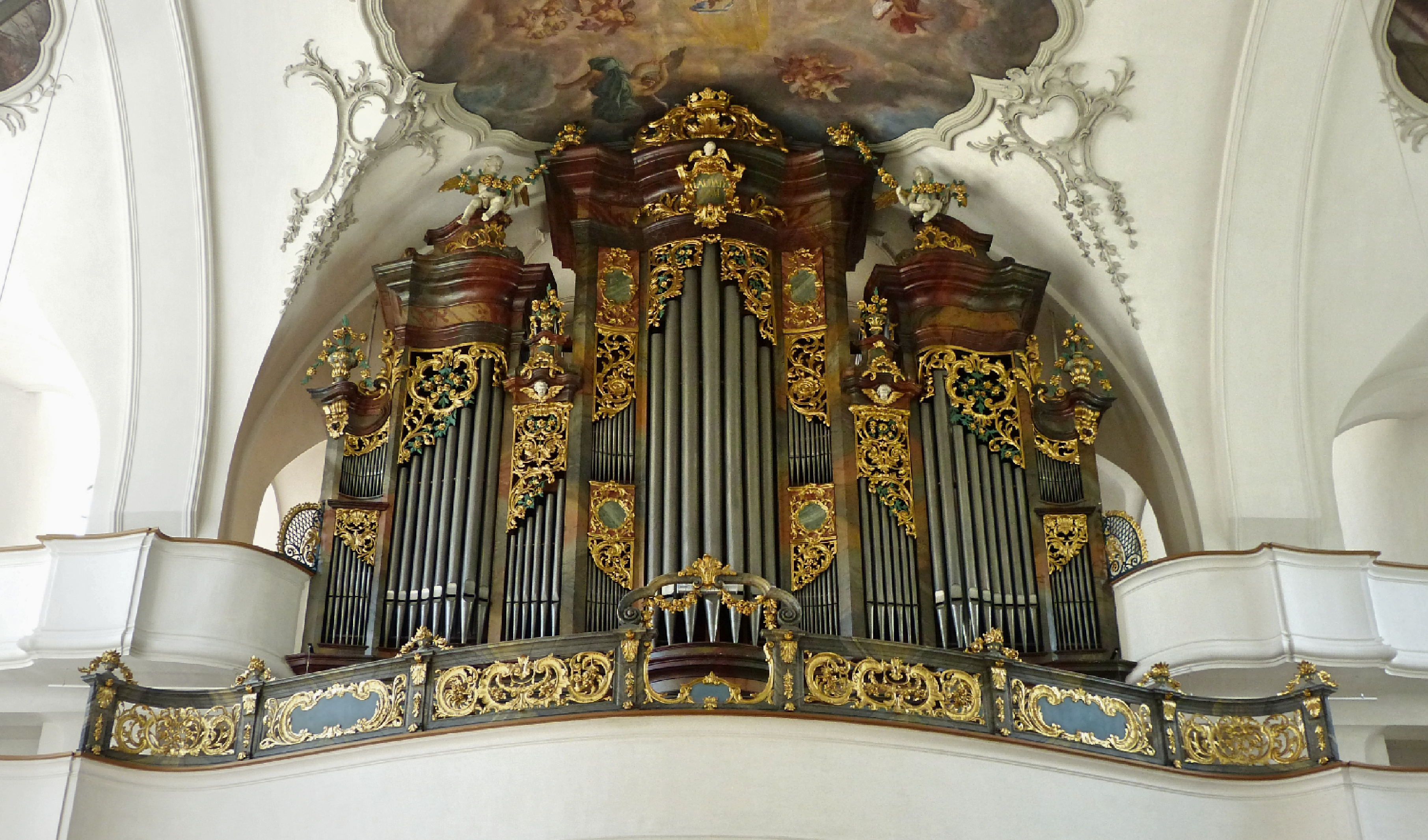
Orgel von St. Martin

## Glocken
Im Turm hängt ein sechsstimmiges Glockengeläut von besonderem historischen Wert – fünf der sechs Glocken stammen von dem Gießer Jost Rüttimann aus verschiedenen Jahren. Die Große Glocke ist mehr als 100 Jahre jünger und wurde von Giovanni Antonio Peccorino aus Intra gegossen. Sie wiegt etwa 3650 kg.
Übersicht
| Glocke | Name                                  | Gussjahr | Schlagton |
| ------ | ------------------------------------- | -------- | --------- |
| 1      | Grosse- oder Dreifaltigkeitsglocke    | 1773     | A°        |
| 2      | Mittags- oder Muttergottesglocke      | 1642     | c′        |
| 3      | Wisi-, Leichen oder St. Martinsglocke | 1652     | d′        |
| 4      | Bet- oder Barbaraglocke               | 1652     | e′        |
| 5      | Verwahr- oder Sebastiansglocke        | 1652     | g′        |
| 6      | Kinder-, End- oder Katharinenglocke   | 1653     | a′        |

## «Kerchel»

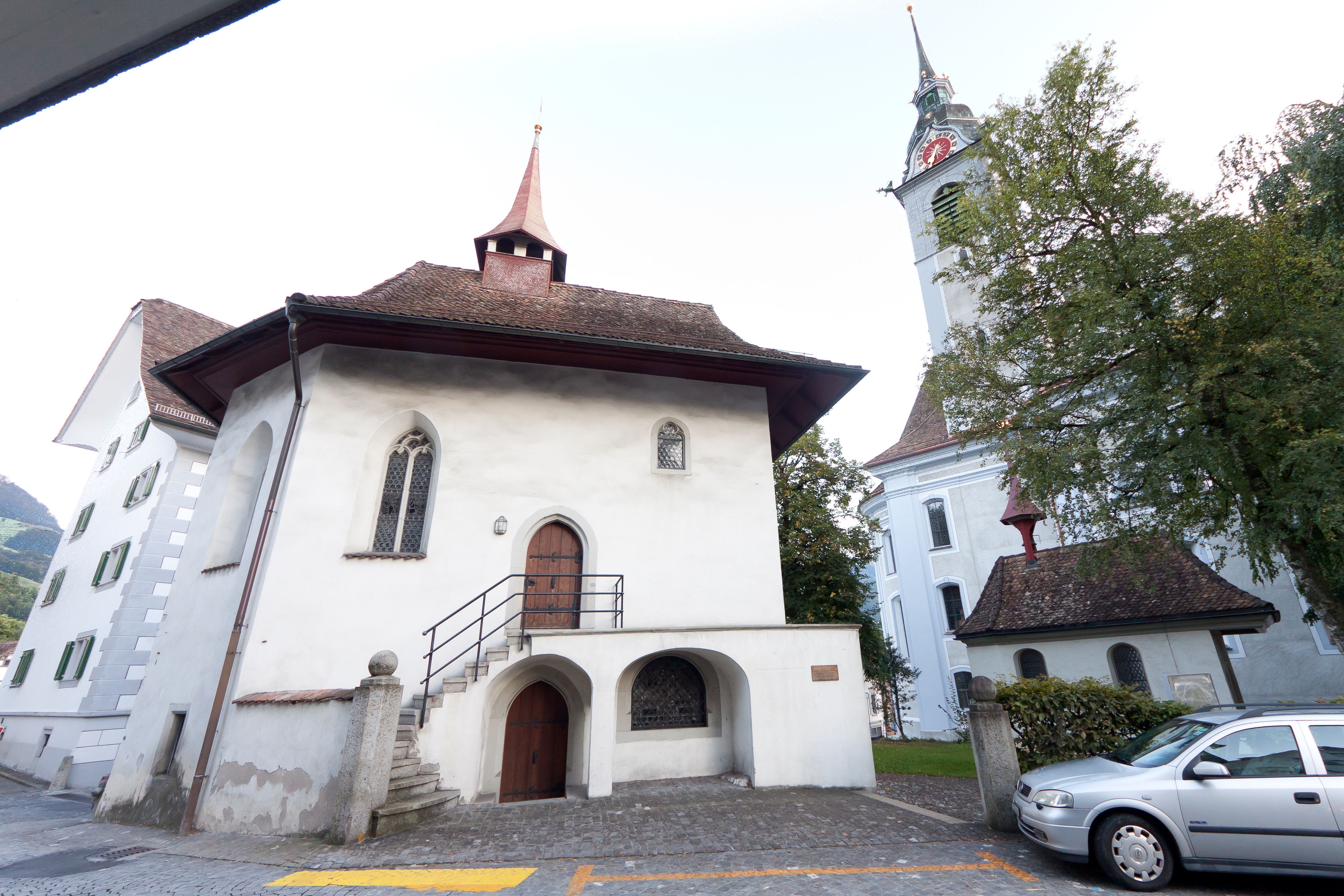
Der Kerchel (links) und die Heiligkreuzkapelle mit der Kirche im Hintergrund

Auf dem ehemaligen Friedhof, der sich einst im Kirchenbezirk rings um die Kirche erstreckte, bildet das Beinhaus, im Alten Land Schwyz als Kerchel (von lat. carcer für Umfriedung) bezeichnet, den nordöstlichen Abschluss. Die Mauern des Kirchenbezirks stehen nicht mehr. Der zweigeschossige Schwyzer Kerchel wurde 1518 bis 1520 über einem etwas kleineren Vorgängerbau neu errichtet. Das spätgotische Gebäude hatte zwei Funktionen: als Aufbewahrungsort menschlicher Gebeine und als Messkapelle, geweiht dem Erzengel Michael, dem Hüter des Paradieses, Seelenwäger und Seelenbegleiter. Das Beinhaus im Erdgeschoss ist dreitürig und konnte bei Prozessionen durchschritten werden. Die Kapelle im Obergeschoss konnte über zwei Treppen erreicht werden. Sie ist rund doppelt so gross wie das darunterliegende Beinhaus.

## Heiligkreuzkapelle

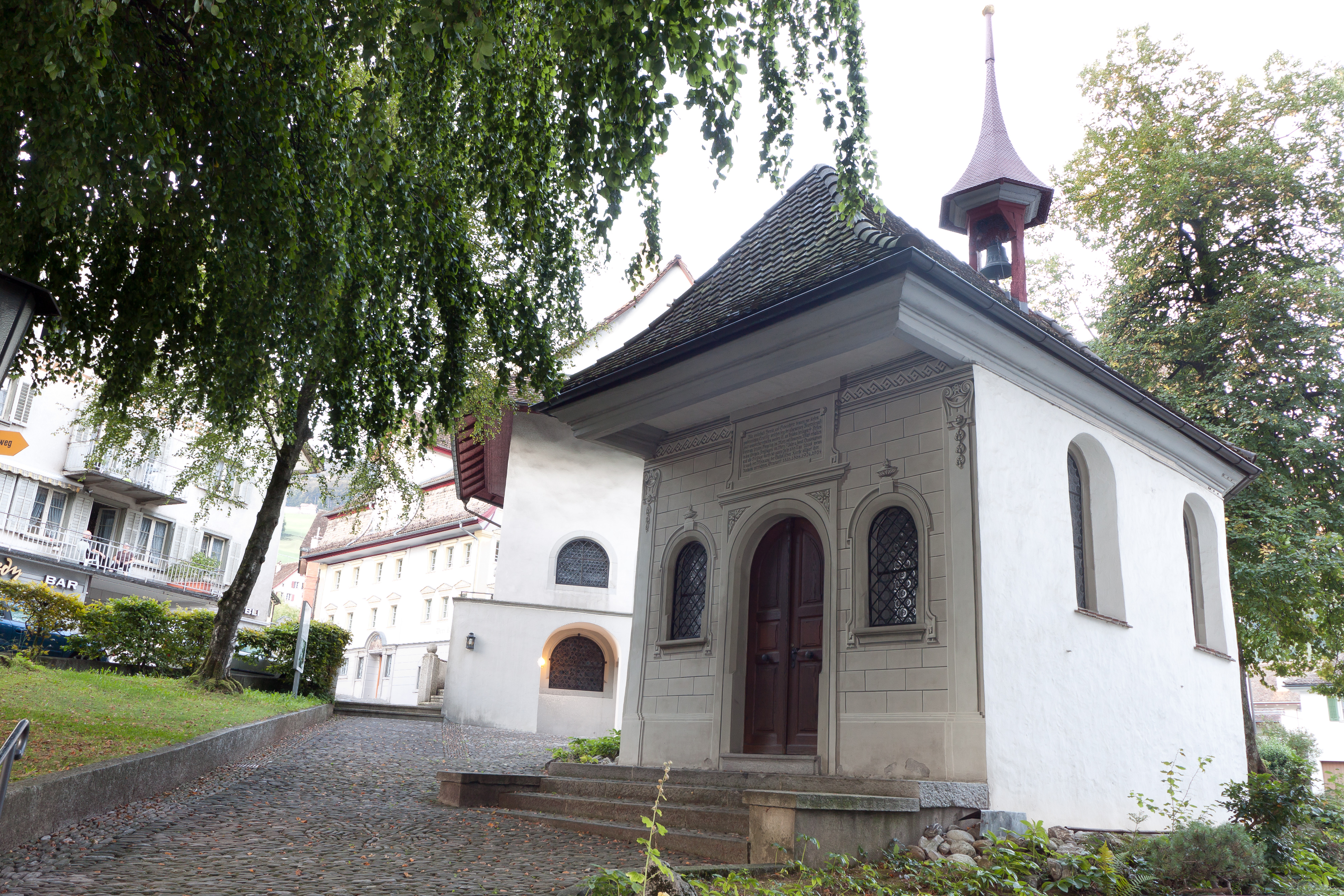
Heiligkreuzkapelle

Nach dem Dorfbrand in der Osternacht 1642 wurde auf dem Friedhof die kleinere Heiliggeistkapelle errichtet. Zeugherr Anastasius Kyd liess sie 1645 erbauen. Im Inneren thront ein spätgotisches Kruzifix, das unversehrt aus dem Brand hervorgegangen ist. Es wird von den Assistenzfiguren Maria und Johannes im barocken Stil flankiert. Beim Kreuz kniet Maria Magdalena neben einem Kästchen mit einer Kreuzreliquie. Im 18. Jahrhundert wurden Engel mit den Leidenswerkzeugen hinzugefügt.